# Kristoffer Jakobsen
Kristoffer "Krille" Jakobsen, född 9 september 1994, är en svensk utförsåkare som tävlar i teknikgrenarna slalom och storslalom. Han tävlar för Sveriges alpina landslag. Han har tidigare tävlat för Storklintens AK Skalp. Under säsongen 2019–2020 började Jakobsen placerat sig allt bättre i världscupen. 

## Karriär
Kristoffer tillhör det Sveriges Alpina skidlandslag Herrar Träningsgrupp 1 - Teknik.
Han debuterade i en FIS-tävling i Ruka i november 2009. Jakobsen har vunnit 20 FIS-tävlingar. (11 februari 2018) Han tog sin första pallplats i Världscupen den 12 december 2021 i Val-d'Isère.

### Världscup
Debuterade som 22-åring i Världscupen i oktober 2016 vid en storslalomtävling i Sölden. Tävlingen slutade med uråkning i första åket. Vid sin andra världscupstävling en månad senare i Levi, kvalificerade sig Kristoffer till andra åket och tog karriärens första världscuppoäng genom en 12:e plats. Den 12 december 2021 tog han sin första pallplats i Världscupen, då han slutade på 2a plats i Val-d'Isère. Den 22 december 2021 följde han upp detta med en tredjeplats vid en slalomdeltävling i Courchevel.

### Kontinentalcuper

#### Europacup
Debuterade som 21-åring i Europacupen vid en slalomtävling i Hemsedal i december 2015. 
Kristoffer har som bäst en 3e plats från säsongen 2019/2020

#### Australia New Zealand Cup
Debuterade som 22-åring i Australia New Zealand Cup vid storslalomtävlingen i nyzeeländska Coronet Peak i augusti 2017.
Jakobsen har gjort fyra starter i Australia New Zealand Cup vilka resulterat som bäst i en fjärdeplats.

## Olympiska spelen
| Säsong | Datum            | Plats       | Disciplin  | Placering | Detaljer |
| ------ | ---------------- | ----------- | ---------- | --------- | -------- |
| 2018   | 18 februari 2018 | Pyeongchang | Storslalom | DNS2      | Resultat |
| 2018   | 22 februari 2018 | Pyeongchang | Slalom     | 7         | Resultat |

### Världsmästerskap

#### Seniorvärldsmästerskap
| Säsong | Datum        | Plats        | Disciplin  | Placering | Detaljer |
| ------ | ------------ | ------------ | ---------- | --------- | -------- |
| 2017   | 17 mars 2017 | Sankt Moritz | Storslalom | 29        | Resultat |
| 2017   | 19 mars 2017 | Sankt Moritz | Slalom     | DNF1      | Resultat |

#### Juniorvärldsmästerskap
| Säsong | Datum       | Plats   | Disciplin | Placering | Detaljer |
| ------ | ----------- | ------- | --------- | --------- | -------- |
| 2015   | 9 mars 2015 | Hafjell | Slalom    | DNF1      | Resultat |

### Nationella mästerskap

#### Svenska seniormästerskap
- 2 pallplatser (1 slalom, 1 storslalom) (11 februari 2018)

| Säsong | Datum        | Plats      | Disciplin  | Placering | Detaljer |
| ------ | ------------ | ---------- | ---------- | --------- | -------- |
| 2016   | 8 april 2016 | Funäsdalen | Slalom     | Trea      | Resultat |
| 2016   | 9 april 2016 | Funäsdalen | Storslalom | Trea      | Resultat |